# Museum van Elsene
Het Museum van Elsene (Frans: Musée d'Ixelles), ook het (Gemeentelijk) Museum voor Schone Kunsten van Elsene genoemd, is het openbaar museum van de gemeente Elsene in het Brussels Hoofdstedelijk Gewest. Het heeft door zijn collectie, thematische tentoonstellingen, fraaie catalogi en manifestaties een aanzienlijke uitstraling verkregen, tot ver buiten het Brusselse of zelfs Belgische publiek. De focus van het museum ligt op Belgische kunst uit de 19e en 20e eeuw. Sinds 2018 is het museum dicht door werkzaamheden en de openingsdatum wordt voortdurend verschoven. De website van het museum vermeldt 2025, de pers (Brussels Today) maakt gewag van “niet voor 2026” en zelfs 2027.

## Collectie
De gemeente Elsene bezit een opmerkelijke kunstcollectie die meer dan 13.000 werken telt. Ze behoren tot diverse moderne kunststijlen, zoals het realisme, impressionisme, luminisme, neo-impressionisme en het symbolisme, naast de werken van kunstenaars die werden geïnspireerd door het fauvisme, het expressionisme, het kubisme, het surrealisme en de lyrische en geconstrueerde abstracte kunst. Er hangen werken van Berthe Morisot, Théo Van Rysselberghe, Georges Lemmen, Emile Claus, Anna Boch, Léon Frédéric, Léon Spilliaert, Fernand Khnopff, René Magritte, Paul Delvaux, Constant Permeke, Pablo Picasso, enz. Ook enkele oudere meesters zijn vertegenwoordigd, zoals Rembrandt, Fragonard en Da Acquasparta.
Bijzonder is de verzameling kunstaffiches uit het Fin de Siècle, met veel werk van Alphonse Mucha en Henri Privat-Livemont en nagenoeg alle affiches van Henri de Toulouse-Lautrec (grootste collectie ter wereld). De beeldhouwsectie is Belgisch gekleurd, met onder meer Jef Lambeaux, Georges Minne en Rik Wouters. Die laatste is ruim aanwezig, met centraal een exemplaar van Het zotte geweld.

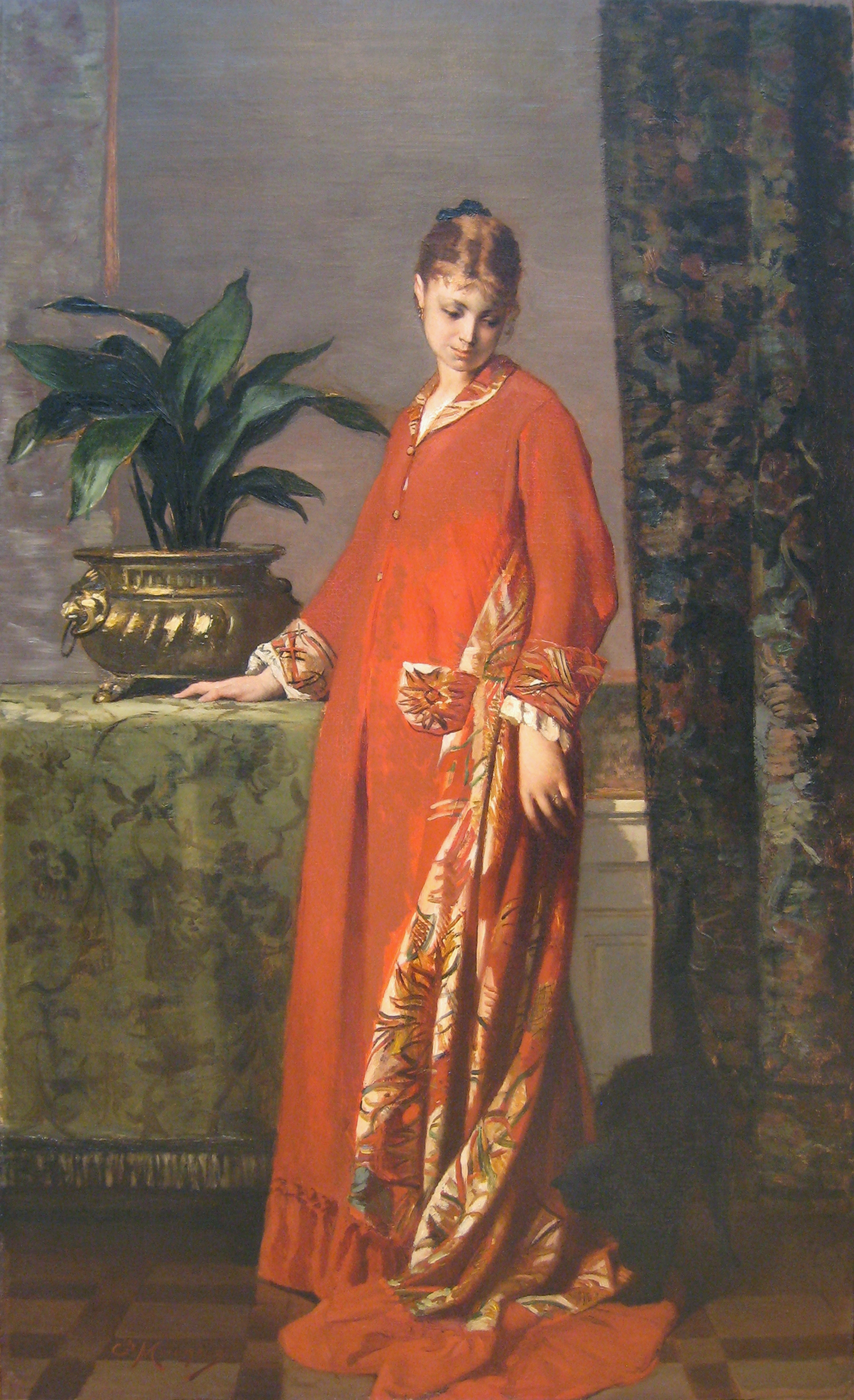
Constantin Meunier Portret van Jeanne Meunier
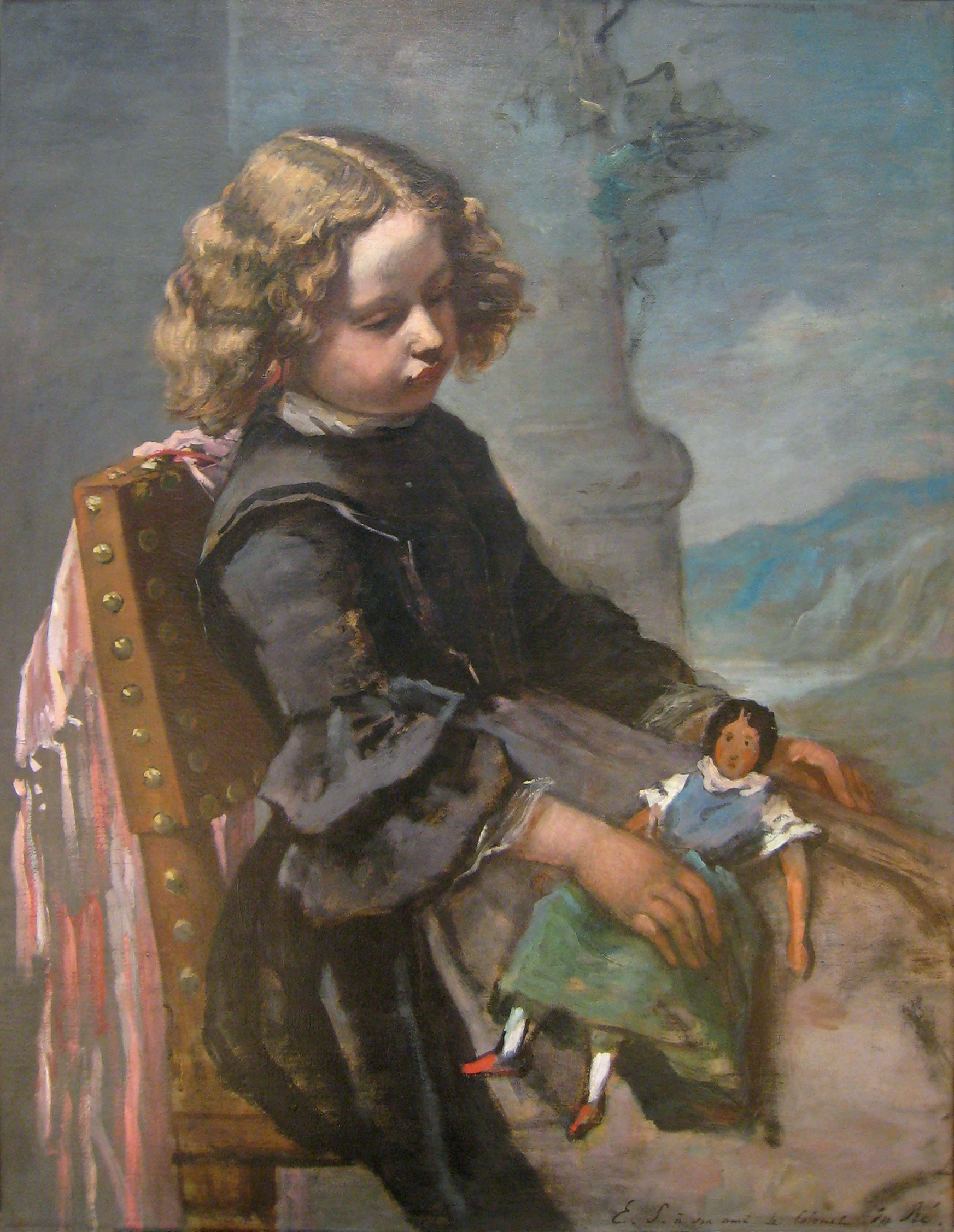
Eugène Smits Kind met pop
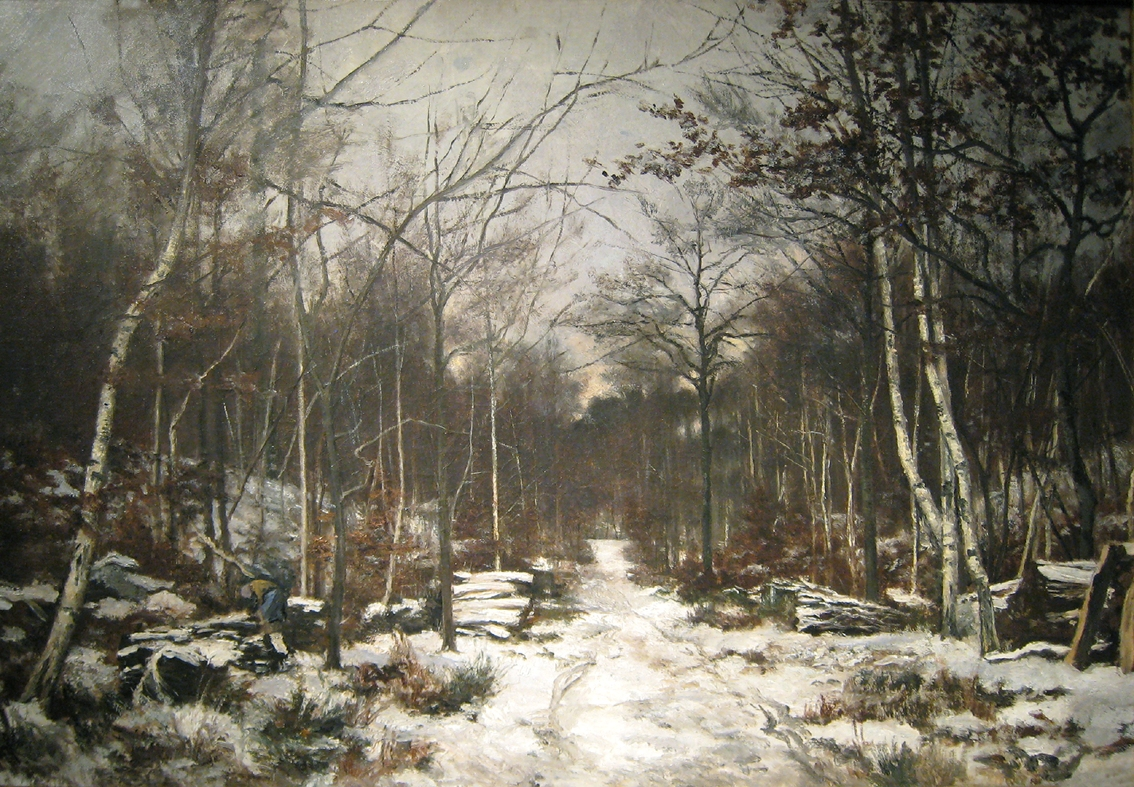
Joseph Coosemans Het zoniënwoud
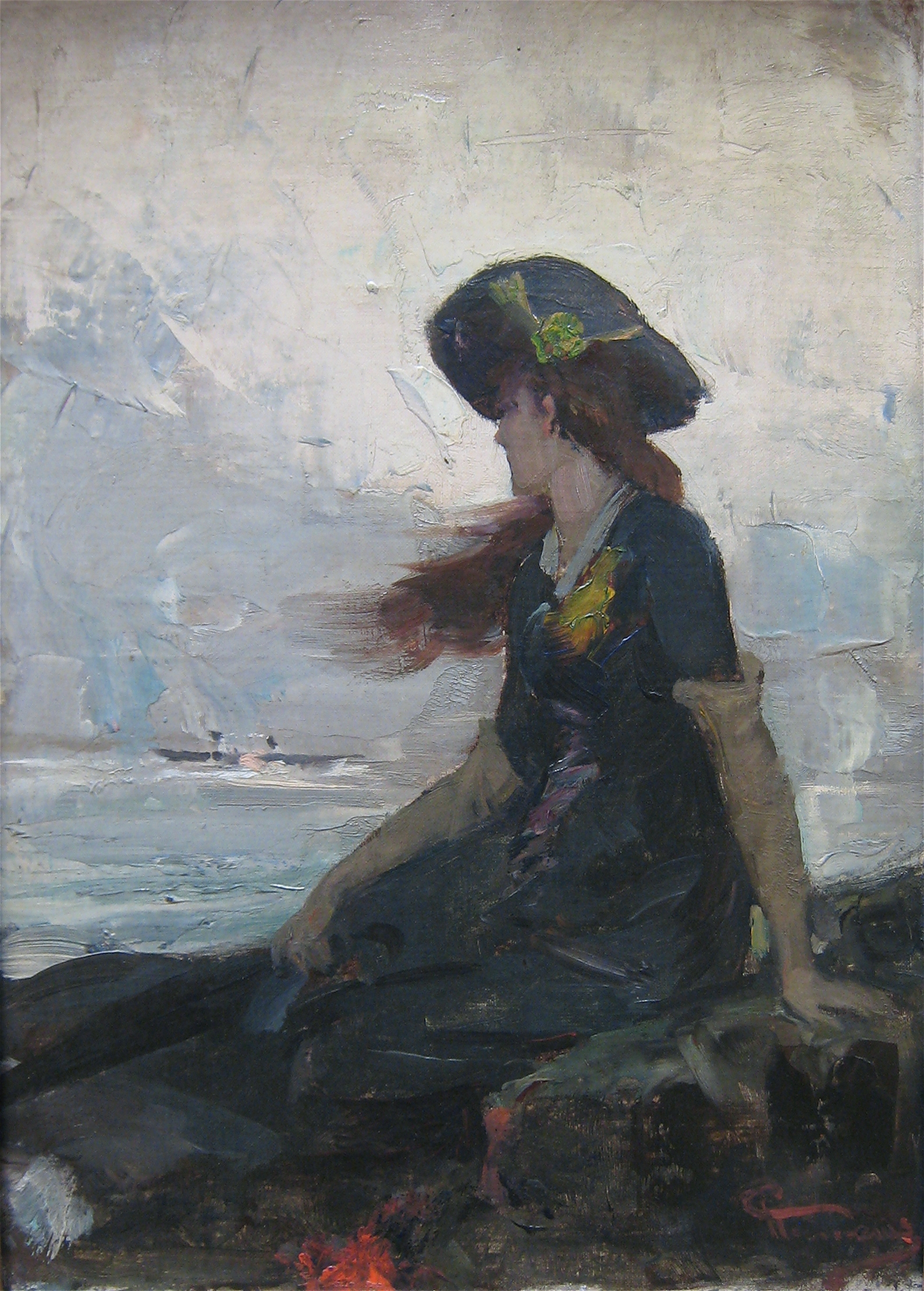
Charles Hermans Jonge vrouw langs de zee
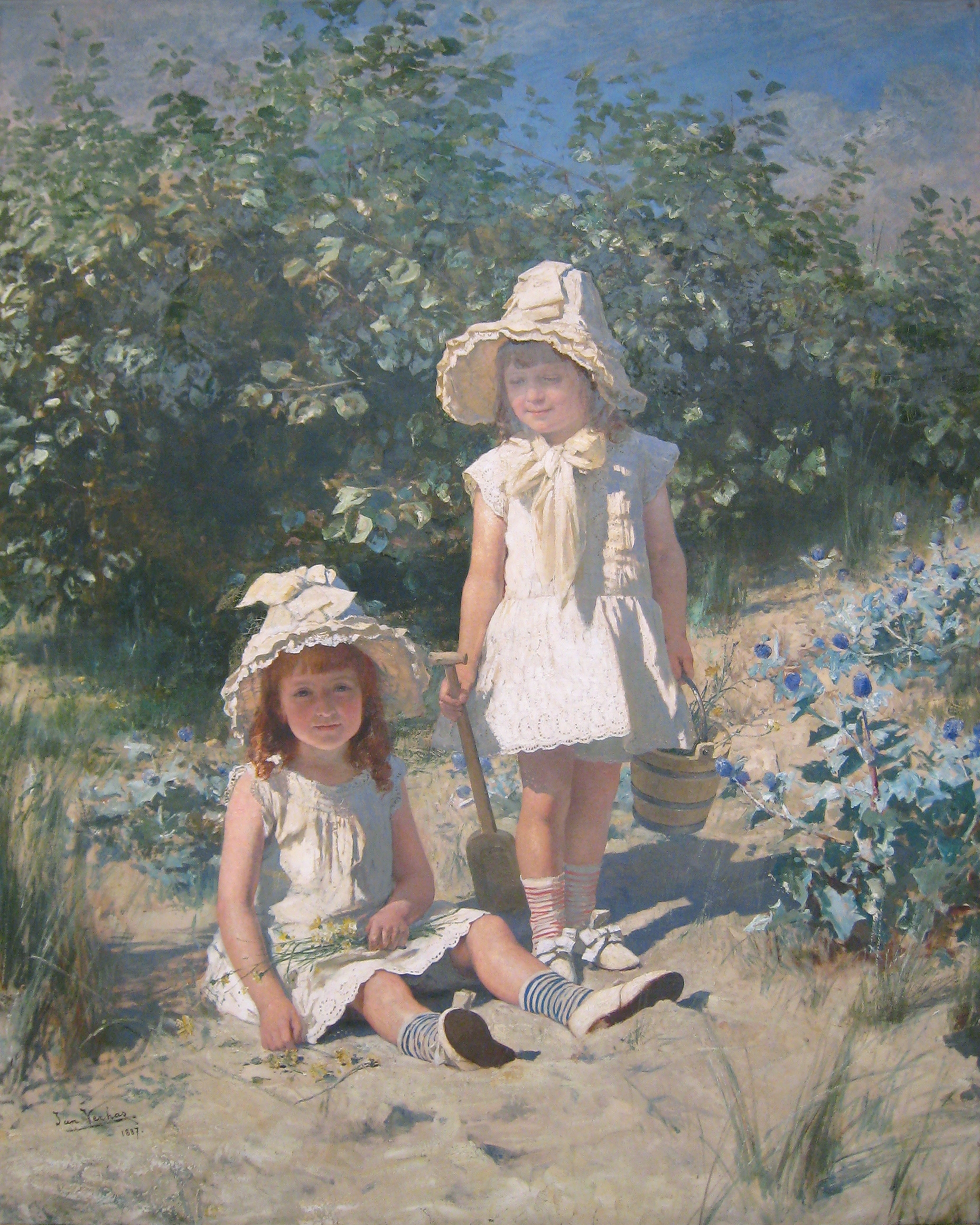
Jan Verhas Les demoiselles van den Perre (1887)
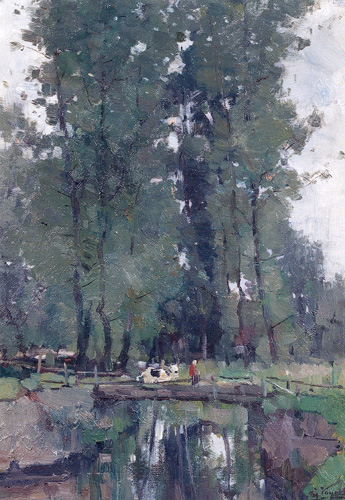
Guillaume Vogels Senette in Ruisbroek
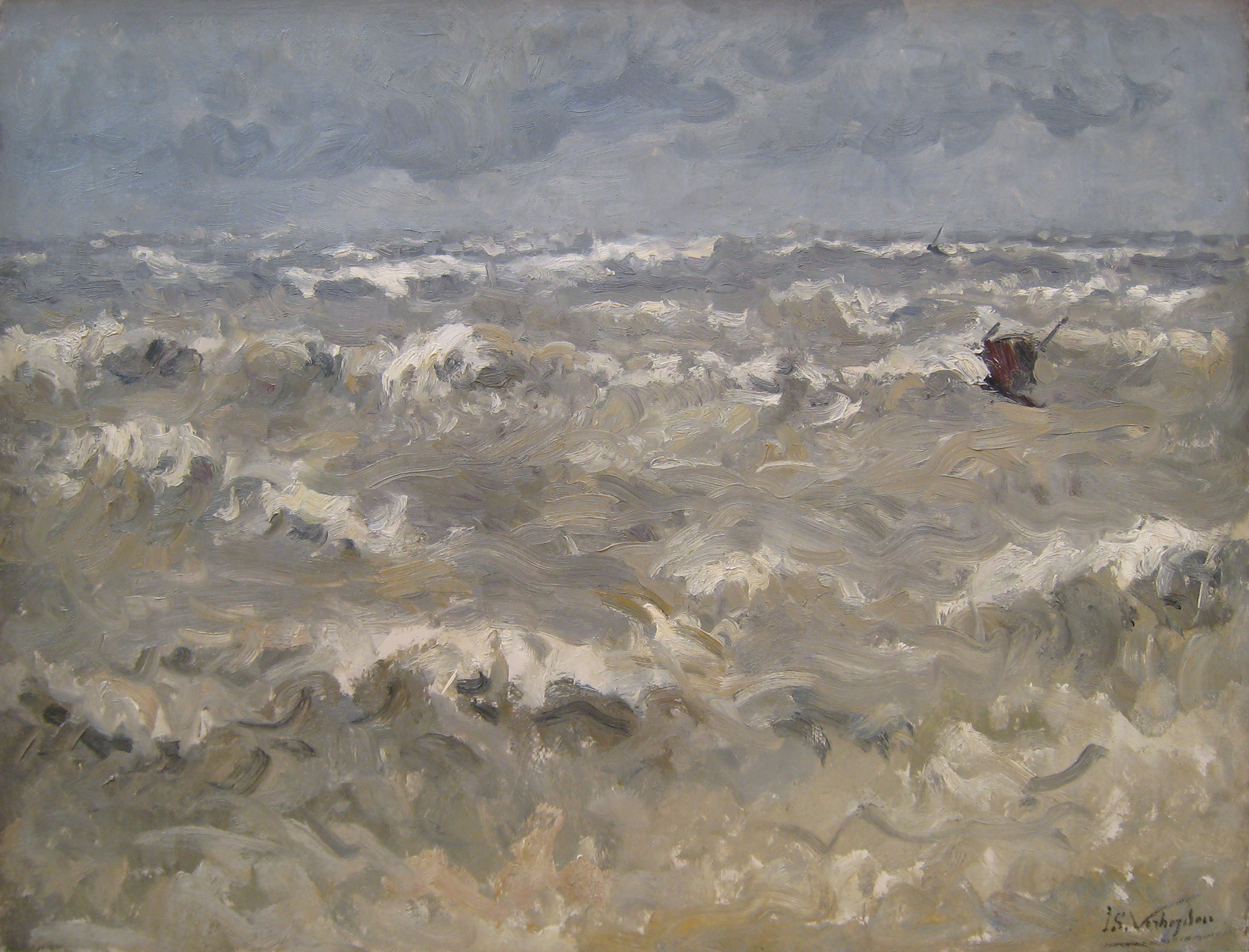
Isidore Verheyden Woelige zee (1893)
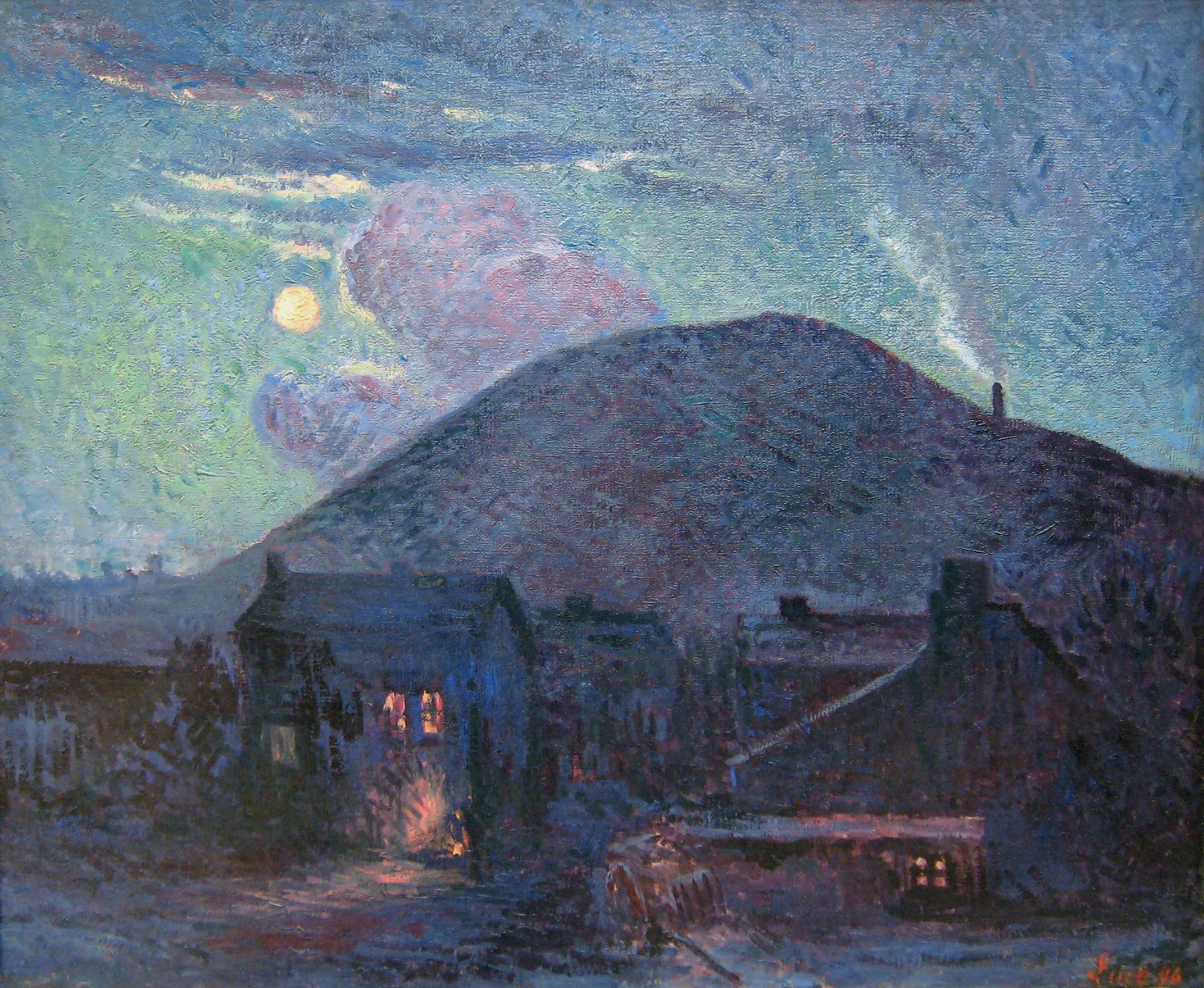
Maximilien Luce Terril van de steenkoolmijn (1896)
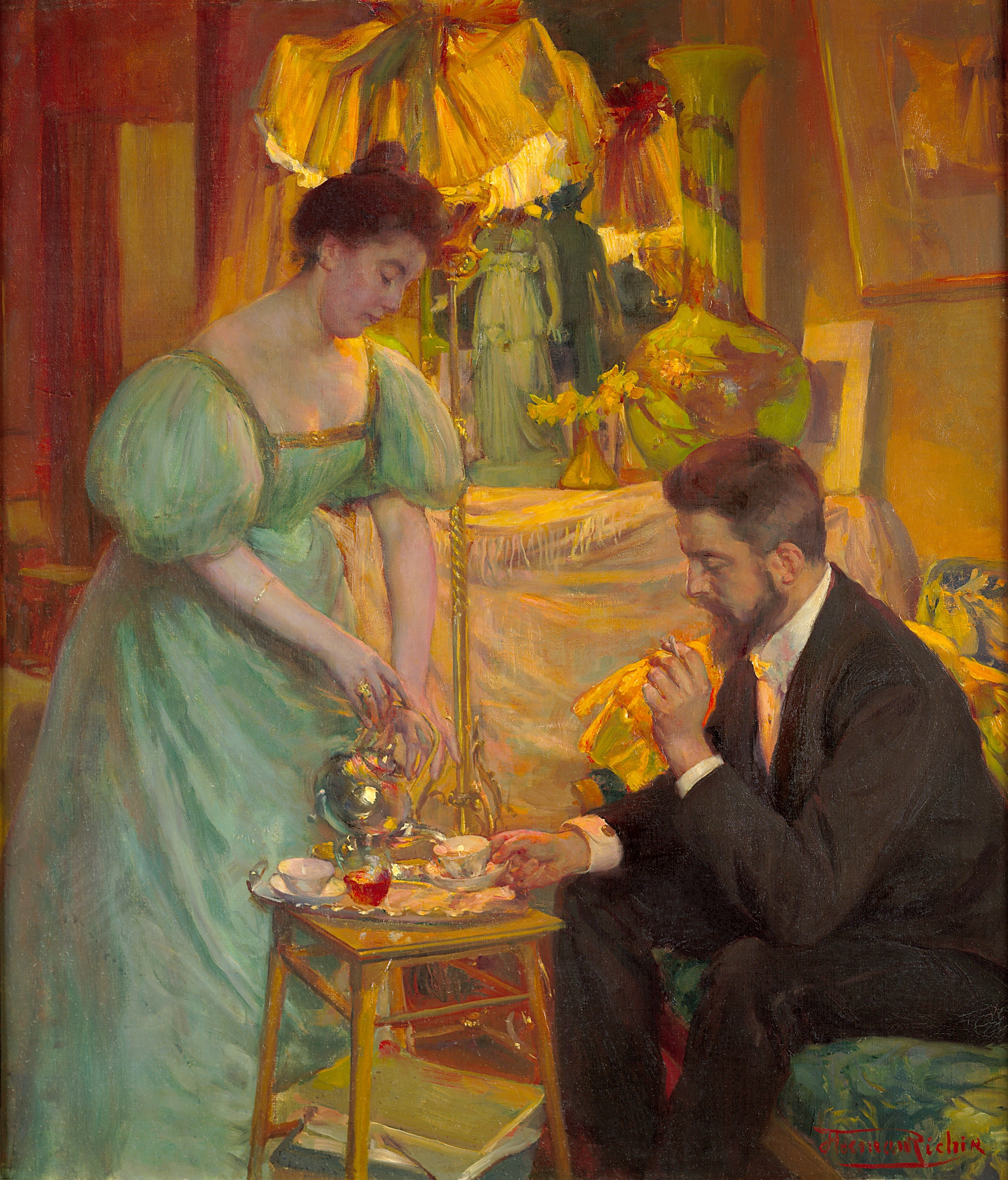
Herman Richir De thee (Portret van Juliette en Rodolphe Wytsman)
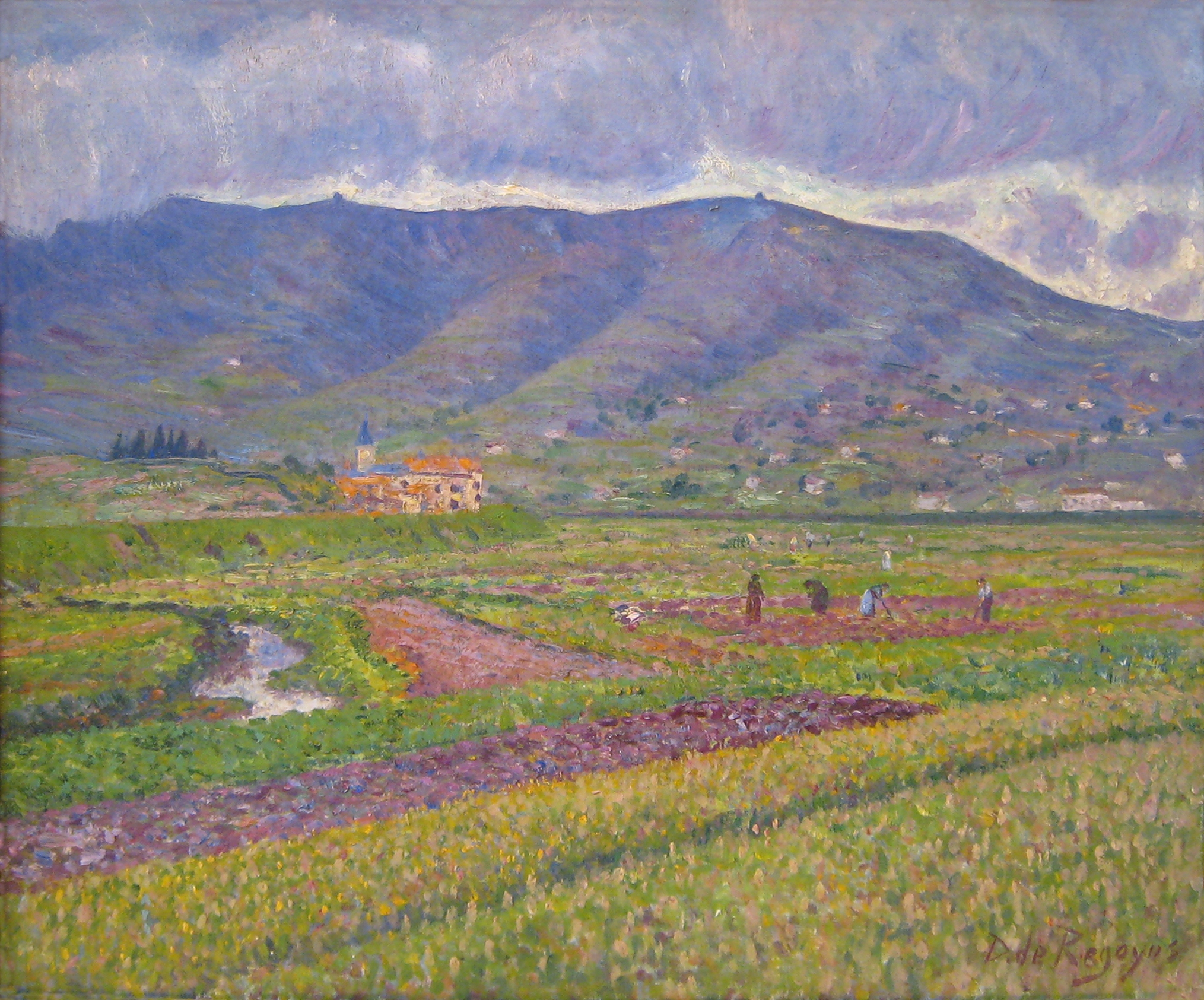
Dario De Regoyos Meiregen. Baskenland (1902)
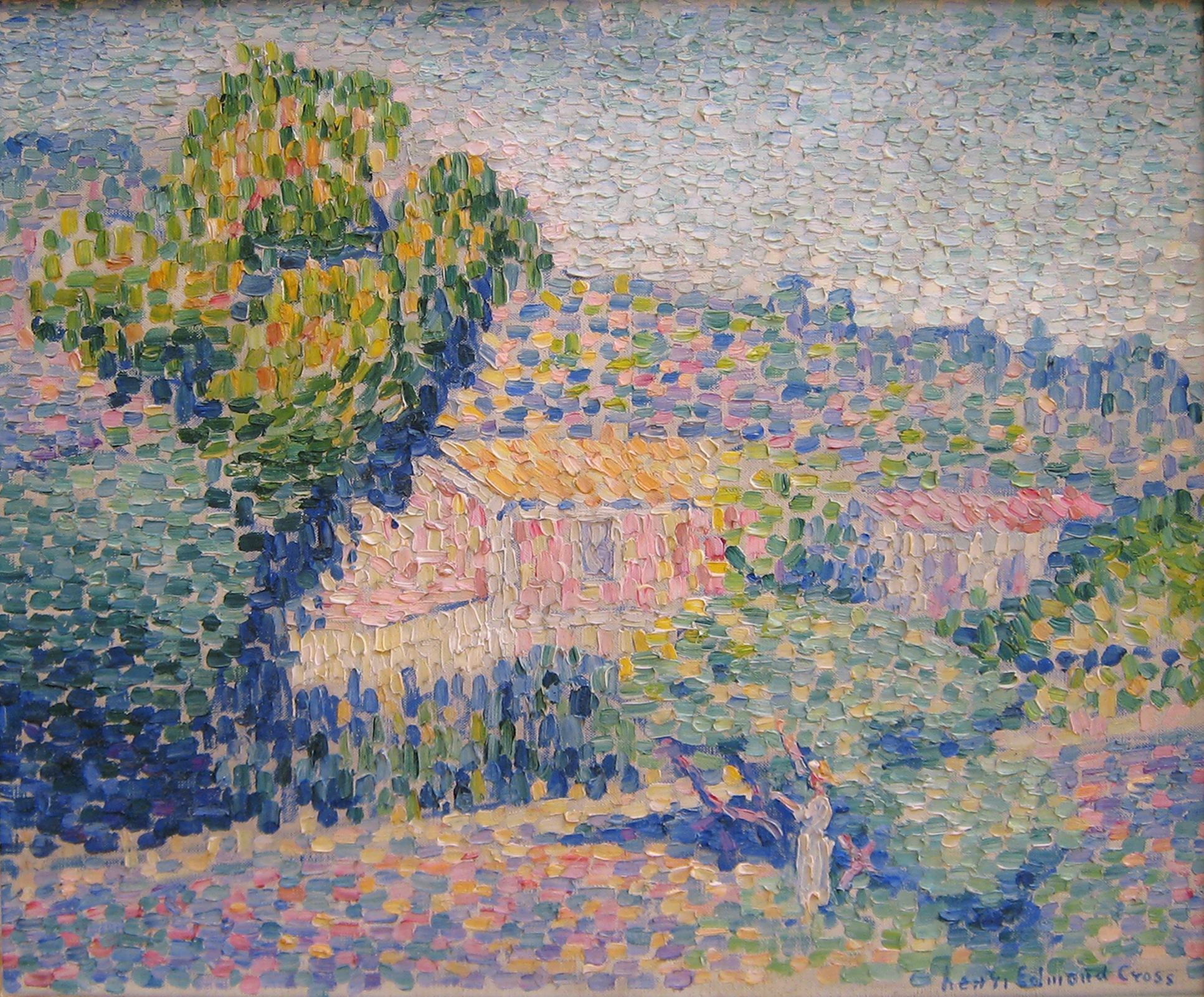
Henri-Edmond Cross Roze Huis (c. 1901-05)
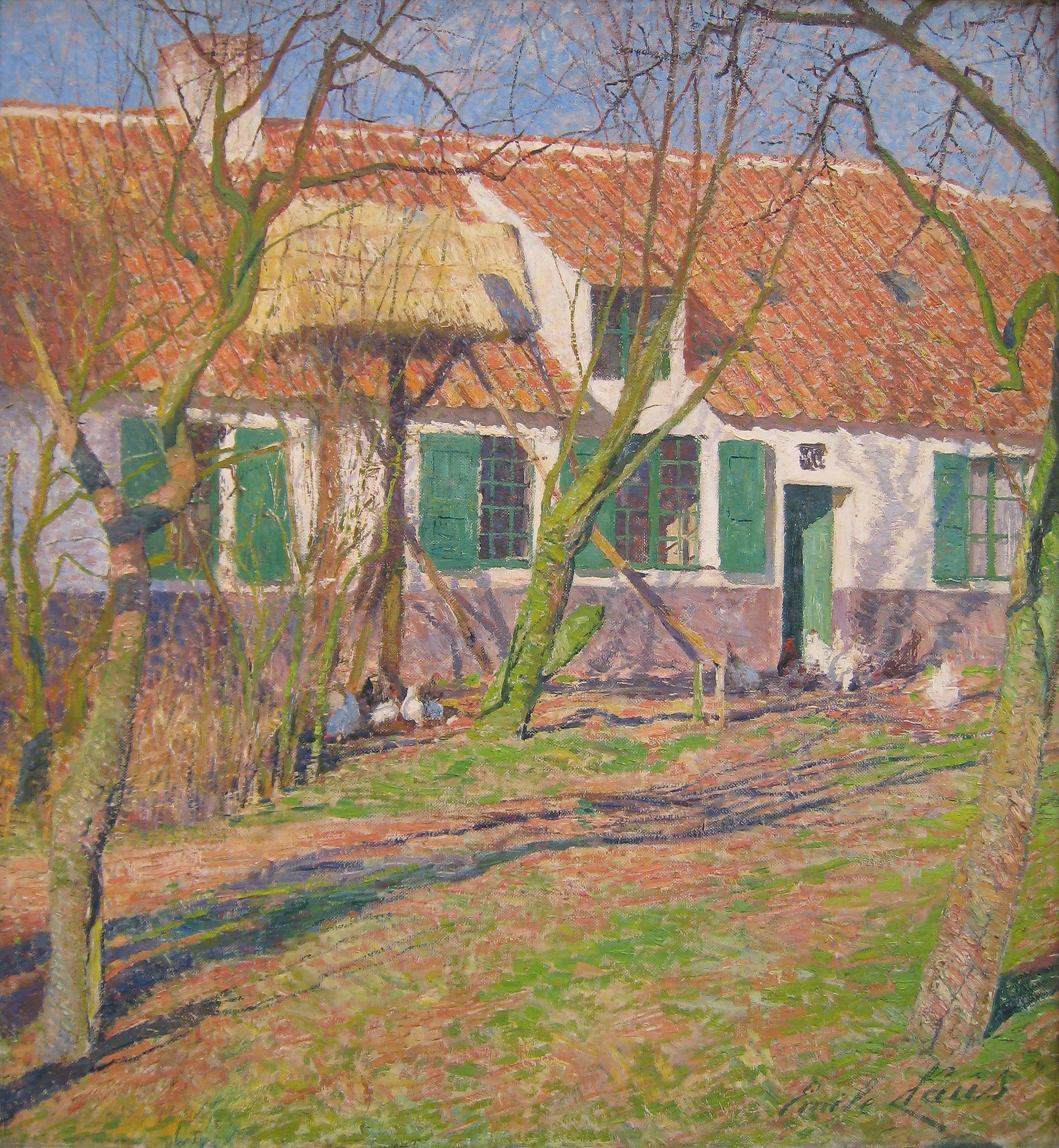
Emile Claus Boerdeij in Vlaanderen (1994)
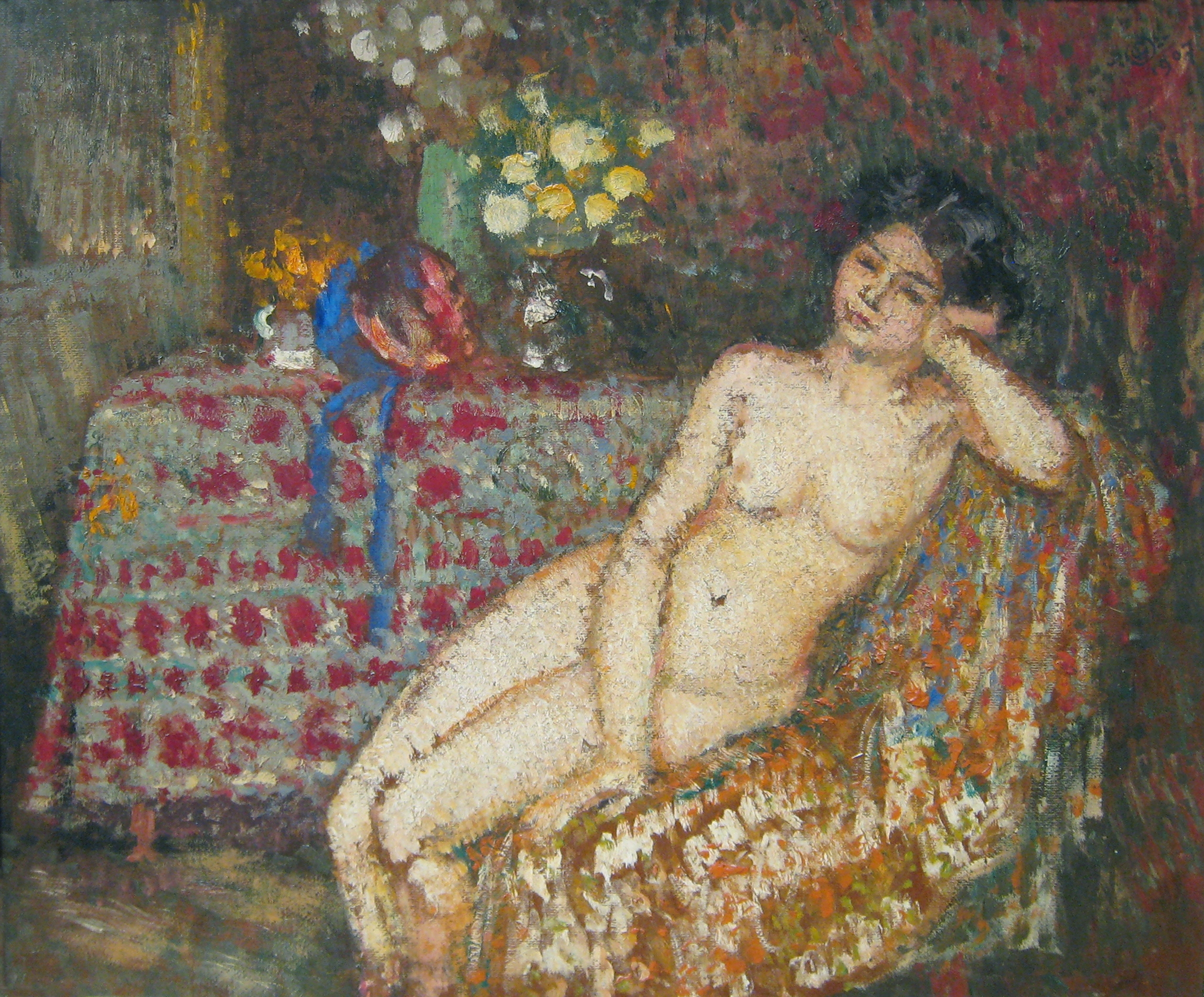
Georges Lemmen Naakt (1907)
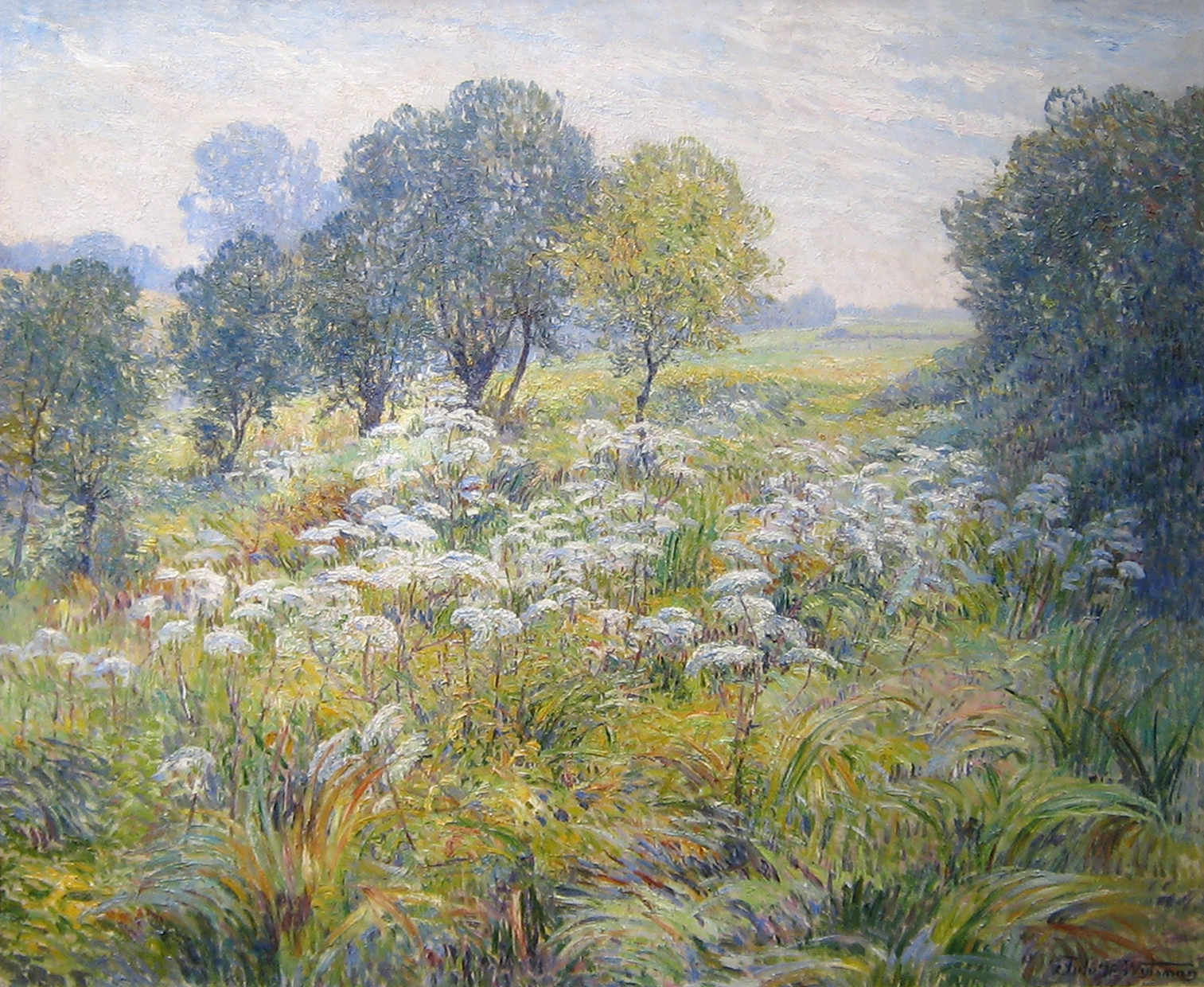
Juliette Wytsman Spirea
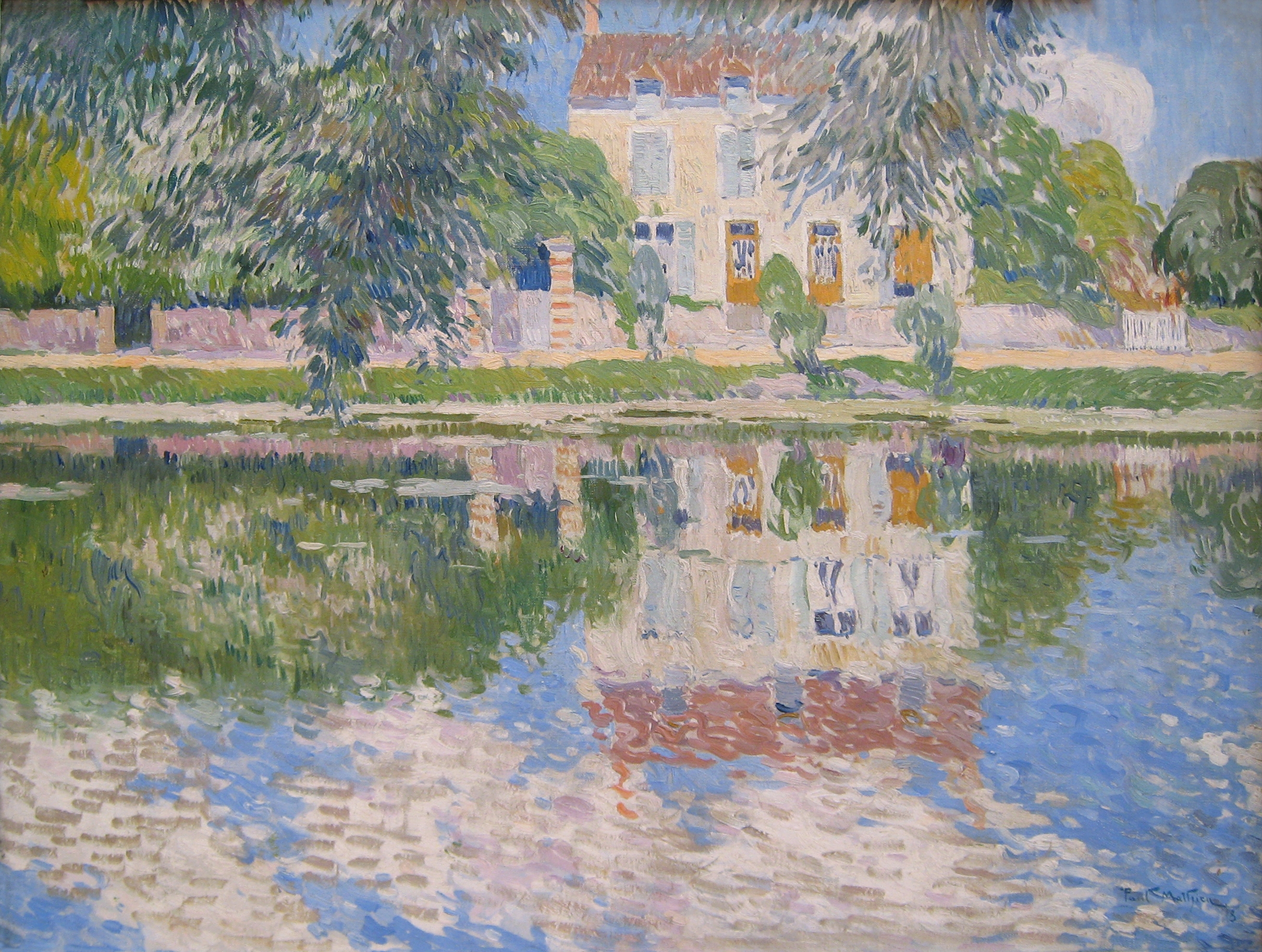
Paul Mathieu Huis bij het water (1918)

## Geschiedenis

### Ontstaan
Het gemeentelijke museum van Elsene werd gesticht in 1892 na een schenking door de dierenschilder Edmond de Pratere. Zijn kunstverzameling vond onderdak in het onlangs buiten gebruik gestelde slachthuis. Het werd in functie van de nieuwe bestemming volledig heringericht en bleef sindsdien in gebruik.
Het nieuwe museum werd regelmatig uitgebreid. Een gemeentelijk fonds kocht kunstwerken aan. Belangrijke giften zorgden eveneens voor uitbreiding van de collectie. Zo was er de schenking van de Brusselse advocaat en kunstliefhebber, Octave Maus (1856-1919), die bestond uit meer dan 200 impressionistische en neo-impressionistische werken. De grenadier Joseph Botte liet dan weer in 1906 zijn verzameling van 576 kunstaffiches na aan het museum. Andere schenkers waren Léon Gauchez (1825-1907) en Max Janlet (1903-1976). Het grootste lot was afkomstig van de schilder Fritz Toussaint (1846-1920), schoonbroer van architect Joseph Poelaert. Een zaal in het museum draagt zijn naam.

### Conservator Coquelet
Vanaf 1958 stond Jean Coquelet aan het hoofd van het museum. Als conservator organiseerde hij met het museum regelmatig belangrijke tijdelijke tentoonstellingen, zoals: René Magritte (1959), Léon Spilliaert (1961), Victor Servranckx (1965), Oscar Jespers (1966), Paul Delvaux (1967), Félicien Rops (1969), Henri de Toulouse-Lautrec (1973), La Fondation Maeght (1975), De kunstverzameling Thyssen-Bornemisza (1977), Het Spitzner Museum (1979), Hommage aan Pierre Loeb (1979), Alfons Mucha (1984).
In 1973 drong zich de bouw op van een nieuwe vleugel.

### Conservator Nicole d'Huart
Nicole d’Huart, die in 1987 Jean Coquelet was opgevolgd, ging verder met het organiseren van tijdelijke tentoonstellingen. Zijn te vermelden: art deco België (1888), Shunga: Erotische prenten uit Japan (1989), Het impressionisme en het fauvisme in België (1990), Turner en Europa (1992), Sigmund Freud. Kunst en archeologie (1993), Van Gainsborough tot Ruskin (1994), Georges Lemmen (1997), De Russische avant-garde en de scène (1998), Victor Hugo, de tekenaar (1999), Die Brücke (2000), De kleurenrevolte. Collectie Carmen Thyssen-Bornemisza (2001), Parijs 1900 (2002), De collectie Simon (2003), Het Russische symbolisme (2006), Collectie van passies. Passies voor collectie (2007).
In 1994 werd de naast het museum gelegen feestzaal geïntegreerd als tentoonstellingsruimte. De J.P. Morgan Bank trad op als belangrijk mecenas voor de renovatiekosten.

### Conservator Claire Leblanc
In 2007 conservator geworden, zorgde Claire Leblanc, zoals haar voorgangers, voor belangrijke tijdelijke tentoonstellingen, waaronder: 
- Alle wegen leiden naar Rome. Reizende kunstenaars van de 16e tot de 19e eeuw (2007-2008)
- Black Paris – Black Brussels. Kunst en geschiedenis van een diaspora, van 1906 tot vandaag (2008)
- De zomer van de Belle Epoque. Alexandre Charpentier. Naturalisme en Art Nouveau (2008)
- Meer dan woorden. Tekeningen van schrijvers (2008-2009)
- Brussel, gebied van convergenties (2008-2009)
- Paul Delvaux. Een selectie van werken op papier (2008-2009)
- Steinlen, het oog van de straat (2009)
- Fading (2009)
- La photographie n'est pas l'art. Schatten uit de fotografie van de avant-gardisten tot vandaag. Kunstverzameling Sylvio Perlstein (2009-2010)
- De schilders van het Zoniënwoud. Voortuin van Brussel (2009-2010)
- El Cubismo. Cubism and its context (2010)
- From the Fundacion Telefonica Art Collection. Close-up (2010)
- Fotoverzameling van het Museum van Elsene, Fototentoonstelling Laurent Friob, 10 jaar aanwinsten van het Museum van Elsene (2010)
- Van Dürer tot Jan Fabre. Meesterwerken (2010-2011)
- Paul Delvaux. De bronnen van het oeuvre (2010-2011)
- Discover Each Other Trough Water (2010-2011)
- Annabella Guetatra - Jens Hesse - Prijs Marie-Louise Rousseau 2010 (2010-2011)
- Olivier Debré. Lyrisch abstract kunstenaar. Retrospectieve (2011)
- Explosition, graffitikunst in Brussel (2011)
- Non, pas ce soir. Uitgeverij la trame viert haar 10de verjaardag (2011)
- Jean Dubuffet architect (2011-2012)
- Pierre Lahaut. Homage (2011-2012)
- Paul Delvaux, beeldhouwer (2011-2012)
- Belgische kunst, een moderne eeuw. De collectie Caroline en Maurice Verbaet (2012-2013).